# Villamosreneszánsz

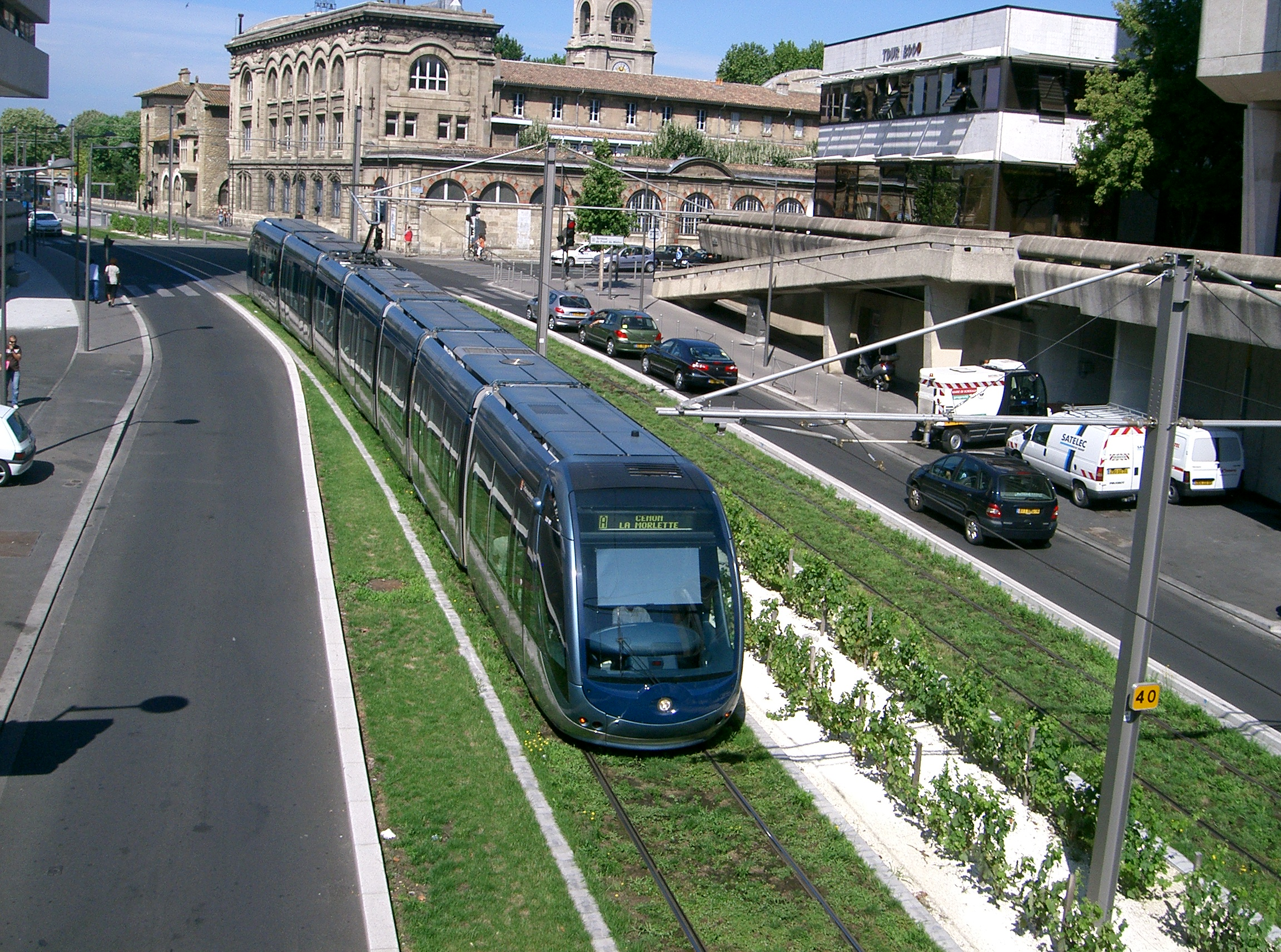
Új villamos Bordeauxban

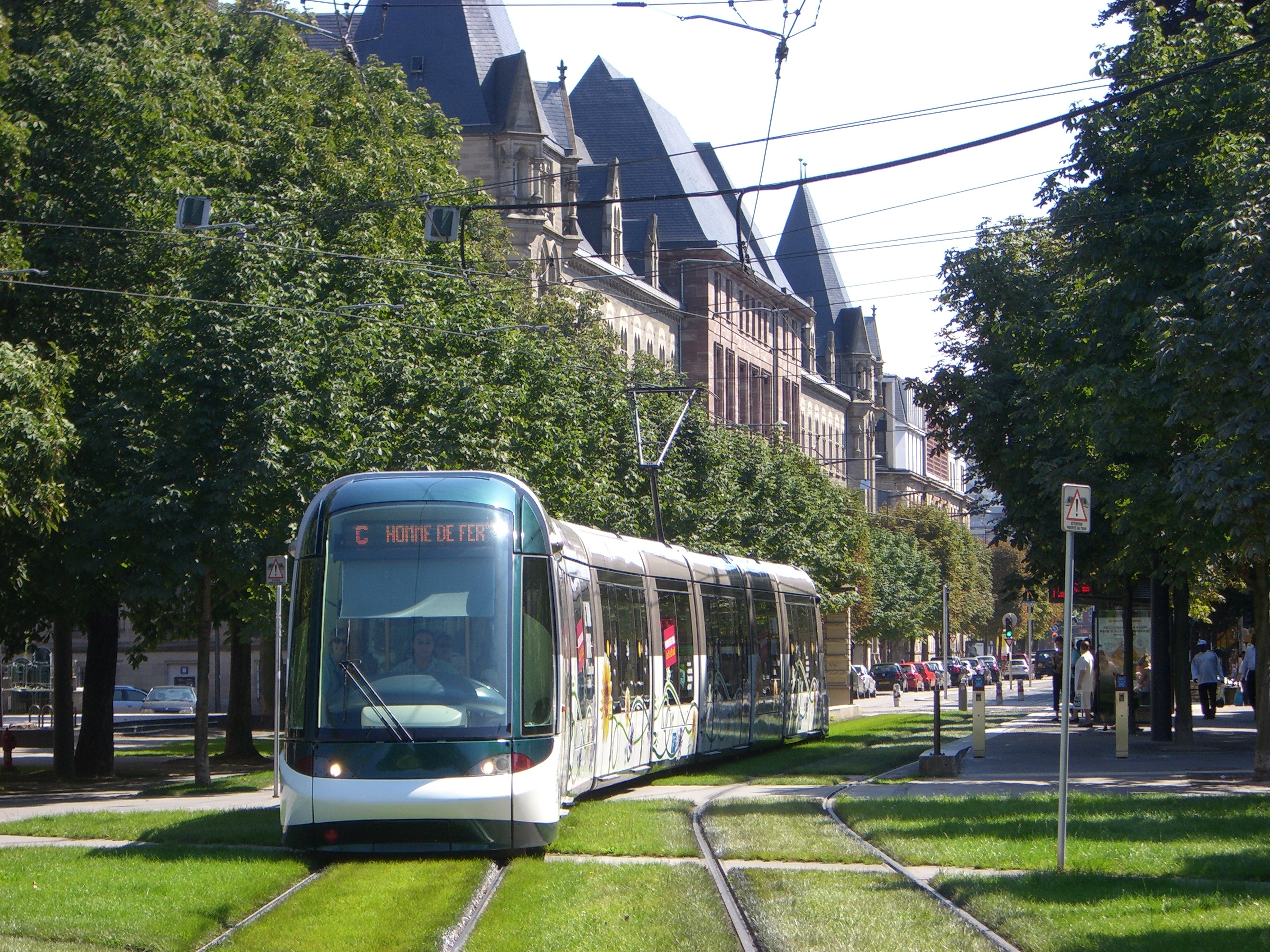
Új villamos Strasbourgban

A villamosreneszánsz kifejezés alatt azt az 1980-as években megindult és máig tartó folyamatot értjük, melynek során a több európai nagyváros új villamosüzemek létesítésébe kezdett, vagy jelentősen bővítette meglévő villamoshálózatát, ezzel megfordítva a második világháború után kialakult közlekedéspolitikai-várostervezési irányvonalat, amely a villamos mint közlekedési eszköz fokozatos kiszorulását, megszűnését vetítette előre. A folyamat Franciaországból indult, ezért gyakran a francia villamosreneszánsz kifejezéssel illetik, azonban napjainkra több ország is átvette a francia példát. 2013-ban a világon összesen 381 városban közlekedtek villamosok.

## Áttekintés
A 20. század első felében Európa és a világ nagyvárosaiban a villamosközlekedés adta a tömegközlekedés gerincét. A második világháború után azonban megindult a villamoshálózatok jelentős térvesztése.
A villamosok egyaránt versenyhelyzetbe kerültek az autóbuszközlekedéssel (főleg a külvárosi, gyérebb utasforgalmú vonalakon) valamint a metróval szemben (belvárosi, nagyforgalmú vonalakon). A felfutó motorizáció során egyre több autó került forgalomba, és egyre többen pártoltak el a tömegközlekedéstől. Az 1960-as, 1970-es évek kapacitáselvű közlekedéspolitikája a felszínen vezetett villamosvágányokat forgalomlassító tényezőnek tartotta, amely jelentős útfelületet (és így közúti kapacitást) von el. A korabeli közgondolkodás a villamost egy korszerűtlen közlekedési módnak tekintette, amelynek a kiváltása metróval, trolibusszal vagy autóbusszal csak az idők kérdése. A legtöbb város tehát a meglévő villamoshálózatának elhasználódását látva nem kísérelte meg a felújítást, hanem más eszközökkel váltotta ki. Sok hálózat megszűnt, de a megmaradtak is jelentősen lerövidültek.

## A francia reneszánsz
Franciaország városaiból az 1980-as évek elejére eltűntek a villamosok, csak három villamosüzem maradt (Saint-Étienne, Lille és Marseille). Az első új villamosüzem Nantes városában épült 1985-ben, amelyet 1987-ben Grenoble követett. Mindkét város rendelkezett korábban villamossal: Nantesban 1958-ban, Grenobleban 1952-ben szűnt meg a korábbi hálózat. A közlekedési szakma és a politika egyaránt megosztott volt a villamosépítést illetően, azonban az utazóközönség körében rövid idő alatt sikert aratott a villamos. 1992-ben Párizs külvárosában épült új villamosvonal, 1994-ben indult meg az új strasbourgi villamos. Az első üzemek példáit látva az 1990-es évek során több város kezdte előkészíteni saját hálózatát, így a 2000-2010 között 12 új villamosüzem létesült Franciaországban, 2010-től napjainkig további hat, mindeközben a meglévő hálózatok is fokozatosan bővültek. Strasbourg hálózata napjainkra 6 vonalból áll 55 kilométer hosszban, amely tram-train rendszerben nagyvasúttal is kapcsolatban áll. 2000 és 2012 között mintegy ötszörösére nőtt a villamoshálózatok összesített hossza Franciaországban mintegy 500 kilométernyi új villamosvonal építésével.

## Németország
Németország más utat járt be. Itt az 1960-as és ’70-es években a villamoshálózat felszámolása helyett a villamosvonalak gyorsvasúttá fejlesztését és föld alá vitelét (Stadtbahn koncepció) kezdték meg. Ennek egyik példája a hannoveri hálózat, ahol a villamosok egyaránt képesek alacsony villamosperonhoz és magas metróperonhoz alkalmazkodva ajtót nyitni. Németországban a meglévő hálózatok nagyobb száma miatt nem kezdődött tömeges új hálózatépítés, azonban a meglévő hálózatok tovább bővültek. Az áttörést itt a Karlsruhei modell (tram-train) megjelenése hozta el, melynek során villamos-vonat hibrid járművekkel a vasúti és a villamos pályahálózat átjárhatóvá válik.

## Jellemzők
Az új villamosüzemek több lényeges tulajdonságukban eltérnek a régi villamosoktól:
- Egységes, modern járműpark: Mivel teljesen új beruházásként épültek, a járműállomány is korszerű, nagy befogadóképességű alacsony padlós, többcsuklós villamosokból áll.
- Gerinchálózati funkció: A városok tömegközlekedésének gerinchálózatát adják a villamosvonalak, rendszerint nagyforgalmú főutak buszjáratait kiváltva. A buszközlekedés elsősorban ráhord a villamosvonalakra. A villamosok rendszerint közúttól elkülönített pályán haladnak, ami nagyobb sebességet és biztonságot tesz lehetővé. A hálózat csillagpontos, rendszerint néhány, egy pontban találkozó vagy rövidebb szakaszon fonódó gerincvonal alkotja. Nem jellemzők a régi hálózatok egyvágányú, közúti forgalommal vegyes vezetésű szakaszai.
- Városképi funkció: Az építkezési projekt rendszerint a városkép rendezésével jár. A villamospálya és a járművek tervezésekor tudatosan törekednek arra, hogy a városkép emblematikus részei legyenek. A villamost tudatosan használják a térhasználat átalakítására, a közúti forgalom területének visszaszorítására. Gyakran eleve közúti sáv helyét foglalja el a villamosvágány, az átmenő forgalom csökkentése céljából. Füvesített vágányok építésével nő a zöldfelület a főutakon, Így egyfajta városrehabilitációs eszközzé válik a villamos. Az autók számának csökkentését az garantálja, ha a villamos vonzóbb tud lenni az egyéni közlekedésnél. Jellemző a P+R parkolók építése, ahol az ingázók az autójukat a városhatárnál hagyva tömegközlekedésre szállhatnak.